# Karunesh
Bruno Reuter, conosciuto come Karunesh (Hindi:करुणेश, "Dio della compassione") (Colonia, 1956), è un musicista tedesco di musica new age e musica ambient.
Nella sua musica, suonata prevalentemente con strumenti etnici indiani, convergono influenze da varie parti del mondo, principalmente dall'India, ma anche da Africa, Australia, Medio Oriente e dei nativi americani.

## Biografia
Dopo aver iniziato il lavoro di designer subì un grave incidente motociclistico che gli fece cambiare il modo di vedere la propria vita. Si trasferì in India nel 1979, e lì, tra gli altri, conobbe Osho a Poona, dove fu iniziato e cambiò il suo nome in Karunesh ("divinità della compassione" in sanscrito).
Ritornato in Germania,  visse per cinque anni nella comune Rajneesh di Amburgo. Entrò in contatto con musicisti di tutto il mondo e sviluppò un proprio stile musicale.
L'esordio su disco avvenne nel 1984 con l'album Sounds of the Heart, primo di una lunga serie.
Nel 1992 si trasferì sull'isola di Maui nelle Hawaii.

## Discografia

### Album
- Sounds of the Heart (1984)
- Colours of Light (1987)
- Sky's Beyond (1989)
- Heart Symphony (1990)
- Heart Chakra Meditation (1992)
- Beyond Body & Mind (1994)
- Osho Chakra Sounds[3] (1997)
- Secrets of Life (1998)
- Global Spirit  (2000)
- The Wanderer (2001)
- Zen Breakfast (2001)
- Silent Heart (2001)
- Nirvana Cafe (2002)
- Way of the Heart (2002)
- Beyond Heaven (2003)
- Call Of the Mystic (2004)
- Global Village (2006)
- Joy of Life (2006)
- Heart Chakra Meditation 2 – (2009)
- Colors of the East (2012)
- Baby Massage (2012)
- Yoga Love  (2014)

### Raccolte
- Enlightenment – (2008)
- Path of Compassion – (2010)
- Beyond Time – (2010)
- Enchantment – (2010)